# Giba (voleibolista)
Gilberto Amauri Godoy Filho, conhecido como Giba (Londrina, 23 de dezembro de 1976), é um ex-voleibolista indoor brasileiro. Atuava na posição de atacante de ponta e conquistou os principais títulos pela Seleção Brasileira, desde as categorias de base à principal, sendo oito vezes medalha de ouro na Liga Mundial, tricampeão mundial e ouro olímpico em 2004 e prata em 2008 e 2012. 
Com Giba na equipe, a Seleção Brasileira nunca ficou fora de um pódio em qualquer competição. Além dos três títulos mundiais, do ouro olímpico de Atenas 2004 e das duas pratas em Olimpíadas (Pequim 2008 e Londres 2012); ele conquistou dois ouros e dois bronzes em Copas do Mundo; três ouros em Copas dos Campeões; oito ouros, duas pratas e dois bronzes na Liga Mundial; um ouro, uma prata e um bronze em Jogos Pan-Americanos; e oito ouros em Sul-Americanos.
Em 2018, entrou para o Hall da Fama do vôlei. É considerado um dos maiores jogadores de vôlei de todos os tempos, em nível nacional e mundial.

## Carreira
Em sua infância, teve leucemia e ainda criança, mudou-se para Curitiba, concluindo o ensino fundamental no Colégio Estadual Conselheiro Zacarias. No ano de 1991 iniciou sua carreira de atleta, atuando pelo Círculo Militar do Paraná.
No ano de 2006, foi eleito o Melhor Jogador do mundo após o título do Campeonato Mundial, com a vitória sobre a Polônia por 3 sets a 0, quando representava a Seleção Brasileira.
Depois de 8 anos no exterior, voltou para o Brasil como a grande contratação do Pinheiros/Sky, porém uma série de lesões atrapalharam seu rendimento nas quadras brasileiras.
Depois de duas temporadas pelo Pinheiros/Sky, em 2011 acertou a ida para o Cimed, time da cidade de Florianópolis e não disputou sequer uma partida por este time. Após os Jogos Olímpicos de Londres jogou no Drean/Bolívar da Argentina, e no segundo semestre de 2013 assinou com o Vôlei Taubaté. Também jogou, por um breve período, no Al Nasr de Dubai, nos Emirados Árabes.

## Aposentadoria
Em agosto de 2014, o atleta anunciou a sua aposentadoria no esporte, aos 37 anos de idade e depois de 23 anos de carreira.Giba conquistou todos os títulos no vôlei que um jogador poderia ganhar.

## Pós Aposentadoria
Em 2013 filiou-se ao Partido da Social Democracia Brasileira, no mesmo ano atuou como comentarista de voleibol na Rede Globo. Em 21 de agosto de 2017, foi anunciado como um dos participantes do reality Exathlon Brasil na Band.  Em 16 de outubro, acabou desistindo do jogo. Ainda em 2017, Giba saiu do PSDB e se filiou ao PSD.

## Estilo de jogo
Segundo Aretha Martins, colunista do portal iG do blog "Mundo do Vôlei", "com 1,92m, Giba nunca foi o atacante mais alto, mas era um dos mais velozes. Foi com um tempo de bola diferenciado e a velocidade de braço que o fizeram o atacante decisivo. Sua velocidade de movimento de ataque e a plástica no ataque sempre chamaram a atenção".

## Pós-aposentadoria
Pouco tempo depois de se aposentar no ano de 2014, Giba participou neste mesmo ano da décima primeira temporada do talent show Dança dos Famosos que é exibido pela Rede Globo , ficando em  4.° lugar na competição.
Em 2015, Giba participou da quarta temporada do talent show Super Chef Celebridades que é exibido pela Rede Globo,  sendo o vencedor da competição.
Em 2017, Giba foi um dos 10 participantes famosos, de um total de 20 participantes (os outros 10 participantes eram anônimos) que participaram da primeira temporada do reality show de resistência física Exathlon Brasil então exibido pela Rede Bandeirantes. Após três semanas participando do reality show, ele desistiu da competição para estar ao lado da sua família, ficando em 17.° lugar nesta temporada do reality show. 

## Vida pessoal
Foi casado com a ex-jogadora de voleibol Cristina Pirv, com quem teve dois filhos, Nicoll e Patrick que moram com a mãe na Romênia. O ex-jogador disse em algumas entrevistas que, quando se mudou para Curitiba, nos anos 90, começou a torcer pelo Paraná Clube por conta da hegemonia estadual do clube na década de 1990. Após separação casou-se com Maria Luiza Daudt, teve mais uma filha e está com a mesma desde 2013. 

## Histórico de clubes
- 1990: Canadá Country Club (Londrina-PR)
- 1992-1993: Círculo Militar do Paraná
- 1993-1994: Curitibano
- 1994-1995: Cocamar
- 1996-1997: Chapecó São Caetano
- 1997-1998: Olympikus
- 1998-1999: Report/Nipomed/Suzano
- 1999-2001: Minas
- 2001-2002: Yahoo! Italia Volley Ferrara
- 2002-2003: Estense 4 Torri Ferrara
- 2003-2004: Noicom Brebanca Cuneo
- 2004-2005: Bre Banca Lannutti
- 2006-2008: MSH
- 2009-2011: Pinheiros/Sky (São Paulo)
- 2011-2012: Cimed/Sky (Florianópolis)
- 2012-2013: Drean/Bolívar
- 2013-2013: Vôlei Taubaté
- 2014-2014: Al Nasr Dubai EAU

## Principais conquistas

### Por equipe
- Mundial Infanto-Juvenil de 1993
- Mundial Juvenil de 1995
- Copa dos Campeões 1997
- Campeonato Sul-americano de Voleibol Masculino 95, 97, 99, 2000 e 2001
- Copa América de Voleibol 98, 99 e 2001
- Copa América de Voleibol 2000
- Liga Mundial 2001
- Torneio Consorzio Metano di Vallecamonica 2001
- Torneio Sei Nazioni 2002
- Mundial de 2002
- Liga Mundial 2003
- Copa do Mundo 2003
- Jogos Olímpicos de Atenas 2004
- Liga Mundial
- Liga Mundial
- Troféu Pala em Caraguatatuba 2011
- Campeonato Sul-Americano de 2005
- Copa dos Campeões 2005
- Liga Mundial 2006
- Mundial 2006
- Liga Mundial 2007
- Pan do Rio de Janeiro 2007
- Copa do Mundo 2007
- Jogos Olímpicos de Pequim 2008
- Liga Mundial 2009
- Copa dos Campeões 2009
- Liga Mundial 2010
- Torneio Hubert Jerzeg Wagner 2010
- Mundial 2010
- Jogos Olímpicos de Londres 2012

### Premiações individuais
- MVP (Most Valuable Player)- Melhor Jogador do Campeonato Mundial de Voleibol Masculino Sub-19 de 1993[17]
- Melhor Atacante do Campeonato Mundial de Voleibol Masculino Sub-19 de 1993[17]
- MVP (Most Valuable Player)- Melhor Jogador do Campeonato Mundial de Voleibol Masculino Sub-21 de 1995[18]
- MVP na Jogos Olímpicos de Atenas 2004
- MVP (Most Valuable Player)- Melhor Jogador do Liga Mundial de Voleibol de 2006
- MVP (Most Valuable Player)- Melhor Jogador do Campeonato Mundial de Voleibol Masculino de 2006
- MVP (Most Valuable Player)- Melhor Jogador do Copa do Mundo de Voleibol Masculino de 2007

## Honrarias
- Hall da Fama do Voleibol - 2018[19]